# Birthe Hegstad
Birthe Hegstad (Trondheim, 23 luglio 1966) è un'ex calciatrice norvegese.

## Carriera

### Club
A livello di club, Hegstad ha giocato in Norvegia col Klepp, dal 1989 al 1992, col SK Sprint-Jeløy, dal 1993 al 1996, e con l'Athena Moss nel 1997. Da giovane, ha giocato negli Stati Uniti a livello universitario con il North Carolina Tar Heels, sezione di calcio femminile dell'Università della Carolina del Nord a Chapel Hill.

### Nazionale
Hegstad ha ottenuto grandi successi con la Nazionale norvegese, con la quale ha giocato dal 1987 al 1995. Ha ottenuto il secondo posto al Campionato mondiale 1991, due secondi posti al Campionato europeo, nel 1989 e nel 1991, e la vittoria del Campionato europeo del 1993, arrivata grazie al suo gol segnato contro l'Italia in finale.

## Il ritiro
Hegstad ha abbandonato il calcio nel 1997. In seguito, è diventata manager dell'importante catena di supermercati norvegese Coop Mega.

## Palmarès

### Nazionale
- Campionato europeo femminile di calcio: 1

Italia 1993